# دايفيد سميث (رياضي)
دايفيد سميث (بالإنجليزية: David Smith)‏ (و. 1989  م) هو رياضي بريطاني، شارك في الألعاب البارالمبية الصيفية 2012، ودورة الألعاب البارالمبية الصيفية 2008.

## روابط خارجية
- دايفيد سميث على موقع Paralympic.org (الإنجليزية)
- دايفيد سميث على موقع IPC.InfostradaSports.com (مؤرشف) (الإنجليزية)
- دايفيد سميث على موقع اللجنة البارالمبية البريطانية (الإنجليزية)